# Tosefta
La Tosefta (en hebreu: תוספתא) és juntament amb la Mixnà, la Guemarà, i el Talmud, una de les fonts legals de la literatura rabínica. Es tracta d'un compendi legal, amb una estructura interna bàsicament idèntica a la Mixnà. La Tosefa està dividida en els mateixos ordres i tractats que la Mixnà. Generalment, es reconeix com un complement de la Mixnà. La Tosefta està escrita en una llengua típicament mixnàica, és a dir, en un hebreu rabínic.